# Lobophyllia hemprichii
Lobophyllia hemprichii (Ehrenberg, 1834) è un  corallo della famiglia Lobophylliidae.

## Biologia
Questa specie esprime ua proteina fluorescente nota come EosFP, che ha la proprietà di emettere una fluorescenza di colore dal verde al rosso; è utilizzata come marker in biologia molecolare.

## Distribuzione e habitat
La specie è diffusa nel bacino dell'Indo-Pacifico, dal mar Rosso e dalle coste dell'Africa orientale sino all'Australia e alla Polinesia. Lo si trova nelle barriere coralline da 5 a 50 m di profondità.